# Henricus Munting
Henricus Munting (Groningen, 1583 - aldaar, 16 maart 1658) was een Nederlands apotheker, botanicus en hoogleraar. Hij was in 1626 de stichter van de Hortus botanicus Groninganus in de Nederlandse stad Groningen.

## Jeugd, opleiding, reizen
Omtrent de datum en de plaats van geboorte van Munting bestaat geen volledige duidelijkheid. Ch. Henriette Andreas constateert dat nergens wordt vermeld dat hij niet in Groningen werd geboren. Bovendien woonden zijn ouders ten tijde van zijn geboorte in Groningen: zijn vader was lid van een gilde aldaar.
Lastiger ligt het met zijn geboortedatum. Volgens Andreas is er niet meer bekend dan dat zijn geboortedatum in 1583 "penultima ante Pentecosten nocte" was: de voorlaatste nacht – dus vrijdag of zaterdag – voor Pinksteren. Na enig rekenwerk met de Juliaanse en Gregoriaanse kalenders is haar conclusie dat "wij voorlopig niet anders (kunnen) doen dan 18 (of 17) of 28 (27) mei 1583 als Muntings geboortedatum aanhouden." In een voetnoot merkt ze op dat het Nieuw Nederlands Biografisch Woordenboek zonder vermelding van gronden als geboortedatum 16 september 1583 aanhoudt. Die datum wordt ook genoemd in het Biografisch portaal van Nederland. en in de Catalogus Professorum Academiae Groninganae.
Hindrick Munting (ook wel: Hendrick, Hindrik en Henricus) Munting (ook wel: Muntingh, Muntink of Muntingius) was de zoon van Margaretha Loelevinck(s) en Jurjen (Jurren, George) Munting, die omstreeks 1580 getrouwd waren en minstens één oudere zoon hadden. Ze kregen ook nog een dochter Grietien en een zoon Thomas. Jurjen Munting was goud- en zilversmid. 
Of Munting de Latijnse school in Groningen bezocht is niet bekend. Mogelijk reeds in 1596, dus op een leeftijd van 13 jaar, werd hij door zijn ouders naar Middelburg gestuurd. Het kan ook heel goed in 1599 geweest zijn. Hij bleef in Middelburg tot 1604 en is hoogstwaarschijnlijk opgeleid als apotheker en kruidkundige door Willem Jasparsz. Parduyn  (ook wel: Willem Jasperduyn). Parduyn was in die tijd in zijn vak een vooraanstaand persoon, die correspondeerde met Carolus Clusius. 
In 1604 reisde Munting naar Engeland, waar hij onderricht werd door Lobelius (Mathias de Lobel, of de l'Obel). Daarna vertrok hij naar Parijs, waar hij onder andere Jean Robin ontmoette, de kruidkundige in dienst van de Franse koningen Hendrik III, Hendrik IV en later ook Lodewijk XIII. Robin stichtte in Parijs enkele tuinen. Zijn zoon, Vespasien, die hem opvolgde, zou later weer contact hebben met Abraham Munting, de zoon van Henricus. 
Via de Provence trok Munting vervolgens naar Italië. In 1606 en 1607 verbleef hij in Rome. Ook hier ontmoette hij verschillende vooraanstaande kruidkundigen, waaronder Johannes (Giovanni) Fabri (Faber), geboren in Beieren, en Fabio Colonna (Fabius Columna).
Voordat hij terugkeerde naar Groningen werkte hij nog enkele jaren als lijfarts voor de prins van Gonzaga en de Duitse graaf Wilhelm von Fürstenberg en diens zoon.
Toen hij in 1611 terugkeerde in Groningen was hij 28 jaar oud en had kennis gemaakt met de stand van wetenschap in grote delen van het zeventiende-eeuwse Europa.

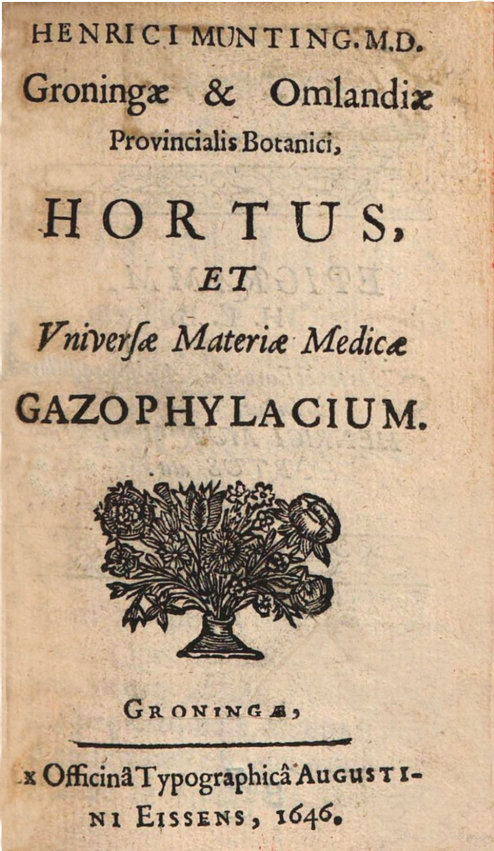
Hortus et Universæ Materiæ Medicæ Gazophylacium (1646)

## Huwelijk en carrière
Op 12 januari 1612 trad Hindrick Munting in het huwelijk met Hester Reneman(s), de dochter van Wytzia Metkema en Johan Reneman, militair commies en rentmeester. Ze kregen veertien kinderen, waarvan er tien voortijdig stierven. Drie dochters en een zoon overleefden de ouders. De enige zoon Abraham zou zijn vader later opvolgen.
Sinds zijn huwelijk was Munting lid van het "Coopman- en Cremersgilde". Aanvankelijk werkte Munting in Groningen als apotheker. Maar op vijftigjarige leeftijd, op 16 januari 1633 liet hij zich inschrijven als student aan de Academie van Groningen, om medicijnen te gaan studeren. In 1637 behaalde hij de titel van "medicinae doctor".
Zoals veel apothekers had Munting een eigen kruidentuin. Waarschijnlijk had hij al rond 1626 een "hof" van ruim 1400 m² aan de "Roozenstraet". In 1630 verwierf hij een (aangrenzend) stuk tuin van ongeveer 700 m² aan de Kruisstraat. De tuin genoot in de tweede helft van de jaren dertig bekendheid, onder andere door de collectie van 166 verschillende tulpen.

## Hortus botanicus Groninganus
De hortus werd in 1642 aan de Academie overgedragen en Munting werd hierbij betrokken als professor extraordinarius. 
In 1646 publiceerde Munting een catalogus van de tuin: Hortus et Universæ Materiæ Medicæ Gazophylacium.
In 1654 werd hij de eerste hoogleraar in de botanie. De oorspronkelijke hortus is in de 60'er jaren gebruikt voor de bouw van de panden voor de alfawetenschappen van de Rijksuniversiteit Groningen.
Abraham Munting, de zoon van Henricus Munting, was de auteur van Naauwkeurige beschrijving der aardgewassen. 
- Biografisch Portaal: 55330830
- Virtual International Authority File: 241643502
- WorldCat: E39PBJcgyDFwMvdpbWdtDpT8md